# Wiedomys
Wiedomys (вієдоміс) — рід південноамериканських гризунів з родини хом'якові (Cricetidae).

## Опис
Малого розміру, з довжиною голови й тіла від 100 до 128 мм, довжина хвоста між 160 і 205 мм і масою до 40 г. Зубна формула: I 1/1, C 0/0, P 0/0, M 3/3 = 16. 
Спинна частина є сиво-коричнево-помаранчевою на спині, в той час як черевна частина біла, чітка відмежована від верху. Вуха є характерно покриті яскраво-помаранчевим волоссям, як і писочок, кільця навколо очей і задні частини ніг. Вуса довгі. Є пучки срібного волосся на основі кожного кігтя. Хвіст довше голови й тіла, рівномірно темно-коричневий, за винятком нижньої частини при основі, де світліший. Самиці мають чотири пари сосків.

## Проживання
Рід поширений в східній Бразилії. Вимерлий вид, † Wiedomys marplatensis, описаний на основі копалин з пізнього пліоцену знайшли в Аргентині.